# 奥田木白
奥田 木白（おくだ もくはく、寛政12年（1800年） - 明治4年2月13日（1871年4月2日））。江戸末期から明治初期の陶工。赤膚焼の中興の祖として知られる。

## 経歴
大和国郡山城下（現奈良県大和郡山市）の堺町で生まれる。幼名は亀松といい、名を佐兵衛、後に31歳で武兵衛と改めた（『家伝覚書』）。奥田家は堺町で質商・炭問屋「柏屋」を営み、木白の先代の親の時代からは主として質屋業で苗字帯刀を許され扶持も与えられていた。木白という名前は、俳号であり、屋号の「柏屋」の「柏」を二つに分けて称した名前で、別号には木々斉、五行庵がある。天保6年(1853年)木白は、柏屋の家督を相続し、主に質商として金融業を営み、南都大社寺の資金を借り入れ郡山藩に斡旋して融通する金融斡旋業で藩財政の支えに携わる商業者だった。
その傍ら、木白は平素から茶を嗜み、楽焼を楽しみで始め、天保6年5月には本格的に作陶して郡山九条（現・大和郡山市九条町）の西大寺屋窯で焼いていたとされる。天保7年西大寺に「春夏々秋冬」と後年称される大茶盛用の茶碗揃い5つを奉納し、陶工としての出発となる。天保11年41歳のとき伊之助の中の窯、五条村（現・奈良市五条町）に依頼し焼いていたが、それで多くの製陶の注文を受けて、後に嘉永3年（1850）頃、家業をやめて本業も、陶工になった（『家伝覚書』）。店には「模物類 瀬戸 松本萩 唐津 高取 青磁人形手 御本半使 南蛮ならび楽焼類 木白」という墨書きの木製の看板を掲げ、多様な写し陶器の注文を受けるとしていた。
嘉永3年4月4日郡山を旅立ち、表向き名目は家老・柳沢新五郎の江戸行き随行の年寄・森治太夫のお供扱い。16日江戸到着し、滞在中は町人としては別格の郡山藩上屋敷の随行者用長屋に宿泊。江戸では、名所見物の他、平井宗三・茶宗匠に100点もの陶器注文を受ける。また大和国他藩の大和柳本藩織田家江戸屋敷を訪問し藩士と交友し、藩主にも煎茶碗を献上した。これらは既に陶工として名が広まっていると示す。5月1日郡山藩御用飛脚問屋を訪問し晩には料理屋で接待を受け、さらに、その紹介で3日伊勢屋を訪問し藩士飛騨守の事を尋ね書面にしている。理由は記載されず1町人の遊行としては極めて異例である。5月8日江戸を出て21日帰郷している。
すでに江戸にまで名が通り、これは柳沢藩士に多数陶器が譲渡され効果が大きいと指摘している。また別格の扱いや行動は木白の郡山藩への経済的な貢献が大きいとの見解もある（『江府往来日記』）。
明治元年（1868年）2月69歳で老いて何事も手につかず、同2年9月6日、10月13日歩行困難になることも2回ありその後も続き、明治4年（1871年）2月13日老衰で死去した。享年72歳。

## 作風
木白は、窯元経営や修行の経験はない。本格作陶前から近隣の大坂屋太七（号・秘斎）と楽焼など楽しむ。郡山藩医で楽焼もした青木木菟から指導を受ける。
- 天保6年5月本格的に「楽焼」から始め、天保10年楽焼の金銀絵・紺色絵・錦絵の焼成技法を礼金5両で南都重兵衛に学ぶ。さらに稗田村（現・大和郡山市稗田町）の瓦安から黒楽焼の釉薬調合製法の伝授を受ける[12]。
- 天保11年伊之助窯で楽焼釉薬の口伝を受ける。さらに「萩焼」を始め工夫を重ねる[12]。

「仁清写し」「里恭写し」などが得意で、また「奈良絵風」のものや、森川杜園などの一刀彫の味を陶器で写すことにも励んだ。木白や息子の二代木白・木左の残した業績は大変に大きく、地方窯であった赤膚焼を、芸術性ある名陶として、広く世に知らしめた。その流れは受け継がれ、木左の早世後、一時衰微するが、昭和時代に入ってから茶道の隆盛ともに赤膚焼は再び盛り返して6窯元の2024年現在に至る。

## 作品
- 春夏々秋冬 - 5つ揃いの楽焼茶碗:西大寺所蔵・寄進状 現存（『楽焼之口伝控帳』、『家伝覚書』）[13]
- 黒釉抹茶碗[注釈 2]
- 住吉明神人形:森川杜園の奈良人形の赤膚焼写し[4]。
- 柿釉富士茶碗／珠光青磁茶碗／鉄絵海老画茶碗／秋草画茶碗[15]

## 著作
- 楽焼之口伝控帳 天保元年-8年[16]
- 家伝覚書 嘉永3年7月- 天保11年[17]
- 赤膚東竃由来
- 江府往来日記

()
- 浮世の遊免 - 随筆[2]